# Live A Live
Live A Live est un RPG développé et édité par Squaresoft, sorti uniquement au Japon sur Super Famicom le 2 septembre 1994 et sur la console virtuelle de la Wii U le 24 juin 2015. Il a cependant été traduit en anglais par des fans. 
Live A Live raconte l'histoire de sept personnages différents, vivant chacun à une époque apparemment indépendante (préhistoire, dynastie Han, Moyen-Âge, Far West, période Tokugawa, époque contemporaine, futur « proche » et futur « lointain »). Chaque chapitre possède ses spécificités, comme le côté infiltration pour l'époque ninja, mais le gameplay reste le même. Après avoir fini les sept premiers chapitres, deux nouveaux apparaissent l'un après l'autre pour lier les différents chapitres et conclure l'histoire. Chaque design des personnages des chapitres du jeu a été réalisé par un auteur de manga différent: Yoshinori Kobayashi (Obocchama-kun), Yoshihide Fujiwara (Kenji), Gōshō Aoyama (Détective Conan), Osamu Ishiwata (Passport Blue), Ryōji Minagawa (Spriggan, Arms), Shimamoto Kazuhiko (Comic Bomber) et Yumi Tamura (Basara, 7 Seeds).
Un remake en HD-2D est sorti le 22 juillet 2022 sur Nintendo Switch et le 27 avril 2023 sur PlayStation 4, PlayStation 5 et Microsoft Windows. Il comporte entre autres une traduction officielle en anglais et en français ainsi que des personnages doublés.

## Système de jeu
Live A Live contient tous les éléments d'un RPG classique : les phases d'exploration, les combats, les points d'expérience, etc. Il n'y a cependant pas de points de magie ou d'argent, et les points de vie des personnages sont régénérés automatiquement après chaque combat.
Les combats ont lieu sur un échiquier de 7 cases sur 7, comme un T-RPG. Les personnages ont à disposition de multiples attaques, qui se différencient par leur force, leur portée et leur temps de charge. Comme il n'y a pas de points de magie, les techniques les plus puissantes sont généralement limitées par le temps qu'elles prennent à être utilisées: un ennemi peut ainsi jouer plusieurs fois avant qu'un héros ne lance son attaque. Les capacités peuvent aussi changer les statistiques d'un personnage, son état de santé, mais aussi associer un élément à une case, ce qui inflige des dégâts à ceux qui marchent dessus. Lorsqu'un héros perd tous ses points de vie, il perd connaissance. Dans cet état, il peut être ressuscité simplement en lui remettant des vies, tant qu'il n'a pas été touché une nouvelle fois (cela le fait disparaître définitivement du combat). Parfois, certains ennemis sont liés à leur chef, et disparaissent dès que celui-ci meurt.
Chaque chapitre possède ses spécificités. Contact, le chapitre préhistorique, n'a pas de dialogue et les objets sont créés en combinant des matériaux bruts, comme des bâtons ou des pierres. Le héros peut aussi se servir de son odorat pour traquer les monstres ou résoudre des énigmes. Inheritance, le chapitre de kung-fu, permet de choisir le deuxième personnage principal parmi les trois élèves, chacun ayant ses capacités propres. Secret Orders, le chapitre du ninja, utilise des éléments des jeux d'infiltration. Il existe plusieurs fins, par exemple en épargnant tous les êtres humains ou en sauvant le prisonnier. Wandering, le chapitre du Far West, consiste à chercher dans le village du matériel pour fabriquer des pièges. Ceux-ci servant à faciliter le combat final, beaucoup plus difficile à gagner sans utiliser de pièges. Le chapitre moderne, The Strongest, ne contient que des duels, dont on choisit l'ordre dans un écran de sélection à la Mega Man. Le héros acquiert un nouveau pouvoir après chaque victoire. Dans Flow, le chapitre futuriste, le héros progresse dans l'aventure en lisant dans les pensées des gens. Les objets peuvent aussi être améliorés. Le chapitre de science-fiction Mechanical Heart se déroule à la manière d'un film à huis clos, sans combats autre que le boss de fin et une borne d'arcade optionnelle.

## Histoire
Live A Live comporte sept chapitres pouvant être joués dans n'importe quel ordre, suivis par deux chapitres finaux.
Préhistoire
Le tout premier
Dans la préhistoire, une tribu d'hommes des cavernes se prépare à sacrifier une femme appelée Beru à leur dieu, le dinosaure Odo. Beru s'échappe et se cache dans une grotte appartenant à une autre tribu, volant leur nourriture pour survivre. Le héros Pogo, un jeune homme préhistorique, la découvre et tombe amoureux d'elle. Il décide de l'aider à se cacher. Cependant, l'autre tribu attaque pour récupérer Beru, mais Pogo les repousse. Apprenant l'existence de Beru, l'ancien du village les bannit de la tribu et ils se retrouvent à errer dehors, jusqu'à être obligé de se battre contre Odo. Avec l'aide d'un guerrier de l'autre tribu, ils parviennent à le tuer et les deux tribus se réconcilient.
Chine Impériale
Le successeur
Dans la Chine ancienne, un vieux maître de kung-fu recrute par hasard trois élèves à qui il souhaite enseigner son art. Étant absent un jour, un dojo rival attaque ses élèves pour se venger d'une insulte, et tue deux d'entre eux. L'élève survivant et le maître partent les venger et battent le dojo rival mené par Ou Di Wan Lee. Le vieux maître doit cependant utiliser toutes ses forces pour y parvenir, et meurt à la fin du combat. L'élève prend donc la suite du vieux maître pour enseigner son art.
Far West
Le vagabond
Dans le Far West, un hors-la-loi, le Sundown Kid et son rival Mad Dog (un chasseur de primes) arrivent à Fortune. Cette ville est terrorisée par un groupe de bandits mené par O.Dio, dernier survivant de la 7e Cavalerie. Le Sundown Kid et Mad Dog décident de s'allier avec les villageois pour défendre la ville contre les brigands, en préparant des pièges. Ainsi, lorsque les bandits attaquent la ville, la plupart sont tués (selon la quantité de pièges posés par le joueur) et les deux héros s'occupent des survivants, dont leur chef O.Dio. Après leur victoire, Mad Dog défie Sundown en duel mais se fait battre. Sundown peut choisir de le tuer ou de partir.
Fin du Japon d'Edo
L'infiltré
Dans le Japon féodal, un homme mystérieux appelé Ode Iou essaye de plonger le Japon dans le chaos. Le clan ninja Enma envoie un des leurs, Oboromaru pour tuer Ode Iou et sauver un prisonnier qui pourrait restaurer l'ordre au Japon. Oboromaru sauve le prisonnier, qui se joint à lui pour combattre Ode Iou. Après leur victoire, le prisonnier révèle être Sakamoto Ryōma et propose à Oboromaru de le rejoindre pour reconstruire le Japon. Celui-ci a le choix d'accepter l'offre ou de retourner dans son clan.
Présent
Le plus fort de tous
À notre époque, Masaru Takahara est un combattant de notre époque rêvant de devenir l'homme le plus fort du monde. Il affronte pour cela six maîtres de différents styles de combats, apprenant leurs techniques après les avoir vaincu. Après la victoire de Masaru, un autre combattant, Odie O'Bright, combat les mêmes maîtres et les tue. Il défie ensuite Masaru, qui parvient à le battre et ainsi à devenir l'homme le plus fort du monde.
Futur Proche
L'étranger
Dans le futur proche, au Japon, un gang de motards appelé les Crusaders kidnappent des gens sans raison apparente. Akira Tadokoro, un adolescent doté de pouvoirs psychiques, vit dans un orphelinat avec sa sœur. Un jour, un enfant de l'orphelinat est enlevé par les Crusaders, mais il est sauvé par Akira et son ami Matsu. En lisant dans les pensées d'un Crusader, Akira apprend où se trouve leur base et s'y rend. Il découvre là-bas que le gouvernement japonais liquéfie les personnes enlevées afin d'alimenter une statue géante appelée Odeo. Pour détruire Odeo, Matsu est obligé de sacrifier sa vie afin d'alimenter un ancien robot géant appelé le Titan de Fer. En mourant, il révèle à Akira qu'il a tué son père quand il faisait partie des Crusaders, et qu'il s'est occupé de lui par culpabilité. Akira pilote ensuite le Titan de Fer et parvient à vaincre Odeo.
Futur Lointain
Cœur mécanique
Dans un futur lointain, un vaisseau spatial appelé Cogito Ergo Sum voyage en direction de la Terre en transportant un monstre très dangereux : le Behemoth. Pendant le voyage, le mécanicien Kato crée un robot sphérique qu'il nomme ironiquement Cube. Celui-ci se promène à bord du vaisseau et rencontre l'équipage. Malheureusement, le vaisseau commence à dysfonctionner et un membre de l'équipage meurt par accident. Au fur et à mesure, d'autres membres de l'équipage sont tués, notamment car le Behemoth est libéré à la suite d'un problème technique, et les survivants commencent à s'accuser les uns les autres de causer tous ces accidents. Finalement, ils découvrent que l'ordinateur du vaisseau OD-10 est l'unique responsable. En hackant une borne d'arcade, Cube affronte OD-10 et répare ainsi les problèmes du vaisseau.
Le Moyen-Age
Le seigneur des ténèbres
Ce chapitre apparaît après avoir fini les sept premiers chapitres. Il raconte l'histoire d'un chevalier, Oersted, qui gagne la main de la princesse Aléthéa en battant son ami magicien Streibough en finale d'un tournoi organisé par le roi de la contrée de Lucrèce. Cependant, la princesse est enlevée par le Seigneur des ténèbres. Oersted et Streibough partent à sa recherche, en compagnie de l'épéiste Hasshe et du prêtre Uranus, deux héros ayant vaincu le roi des démons trente ans auparavant. Les héros arrivent au sommet du mon du l'Edile, Hasshe meurt en combattant une illusion du Seigneur des ténèbres, et Streibough est écrasé par une chute de pierres. Oersted et Uranus retournent au château de Lucrèce, mais Oersted tue le roi, trompé par une autre illusion du Seigneur des ténèbres. Il est par conséquent accusé d'être le Seigneur des ténèbres et est emprisonné. Uranus l'aide à s'échapper mais se fait emprisonner, cependant Oersted parvient à s'enfuir et retourne au mont de l'Edile. Là-bas, il découvre un passage secret où il retrouve Aléthéa et Streibough, qui avait simulé sa mort. Streibough lui révèle être le Seigneur des ténèbres, ayant agi par jalousie car il aimait la princesse. Oersted tue Streibough. Lorsque Aléthéa arrive, elle confesse son amour pour Streibough et préfère se suicider que de vivre sans lui. Oersted, se sentant trahi et abandonné de tous, sacrifie son âme pour devenir le nouveau Seigneur des ténèbre. Il se renomme Odio et compte prendre sa revanche sur l'humanité.
Chapitre final
Le domaine de la haine
Odio invoque les plus grands héros de l'histoire dans son royaume pour une bataille finale. Ainsi, les personnages principaux des sept autres chapitres se retrouvent à Lucrèce et affrontent Odio. Après sa défaite, il redevient Oersted et supplie les héros de l'achever. Ils refusent et Oersted les attaque à nouveau, les obligeant à combattre les sept incarnations d'Odio présentes dans les chapitres précédents. Après la victoire des héros, ils expliquent à Oersted pourquoi ils se battent, et celui-ci les renvoie à leur époque avant de mourir, libérant ainsi Lucrèce de son emprise.
Si le joueur choisit Oersted comme personnage principal du dernier chapitre, il combat les sept héros sous les différentes formes d'Odio. Une fois les sept héros battus, il se retrouve seul à errer à Lucrèce. Si l'une des sept incarnations est sur le point d'être vaincue, Oersted déclenche l'Armageddon et détruit le monde.

## Réception
Live A Live reçoit la note de 29/40 dans le magazine Famitsu.

## Postérité
Le jeu est réédité au Japon sur la console virtuelle de la Wii U le 24 juin 2015 .
Oersted apparaît comme boss dans Final Fantasy Dimensions et dans le jeu sur portable Holy Dungeon avec tous les autres personnages du chapitre médiéval.
Le thème des boss, Megalomania, est disponible en tant que niveau bonus dans Theatrhythm Final Fantasy: Curtain Call.
Une célébration des 25 ans du jeu a été organisée le 31 août 2019 par Aetas, appelée "LIVE A LIVE 2019 Shinjuku Edition ~25th Anniversary~", au Shinjuku ReNY à Tokyo, en présence de plusieurs des personnes ayant participé au développement du jeu.
Lors du Nintendo Direct du 9 février 2022, un remake du jeu est annoncée pour la Nintendo Switch pour une sortie le 22 juillet 2022. Le style graphique de cette version est le style HD-2D, déjà utilisé dans d'autres jeux édités par Square Enix tels qu'Octopath Traveler et Triangle Strategy. Le jeu sort le 27 avril 2023 sur PlayStation 4, PlayStation 5 et Microsoft Windows.